# Ольменета
Ольменета (итал. Olmeneta) — коммуна в Италии, располагается в регионе Ломбардия, в провинции Кремона.
Население составляет 997 человек (2008 г.), плотность населения составляет 103 чел./км². Занимает площадь 9 км². Почтовый индекс — 26010. Телефонный код — 0372.
Покровителями коммуны почитаются святые Иоанн Креститель, папа Римский Луций I, Кандид (san Candido) и Костанций (san Costanzo).

## Демография
Динамика населения:

## Администрация коммуны
- Официальный сайт: